# 東富岡駅
東富岡駅（ひがしとみおかえき）は、群馬県富岡市富岡にある上信電鉄上信線の駅。委託駅である。

## 歴史
- 1990年（平成2年）4月1日：開業[1]（※地域住民による請願駅として建設された）。

## 駅構造

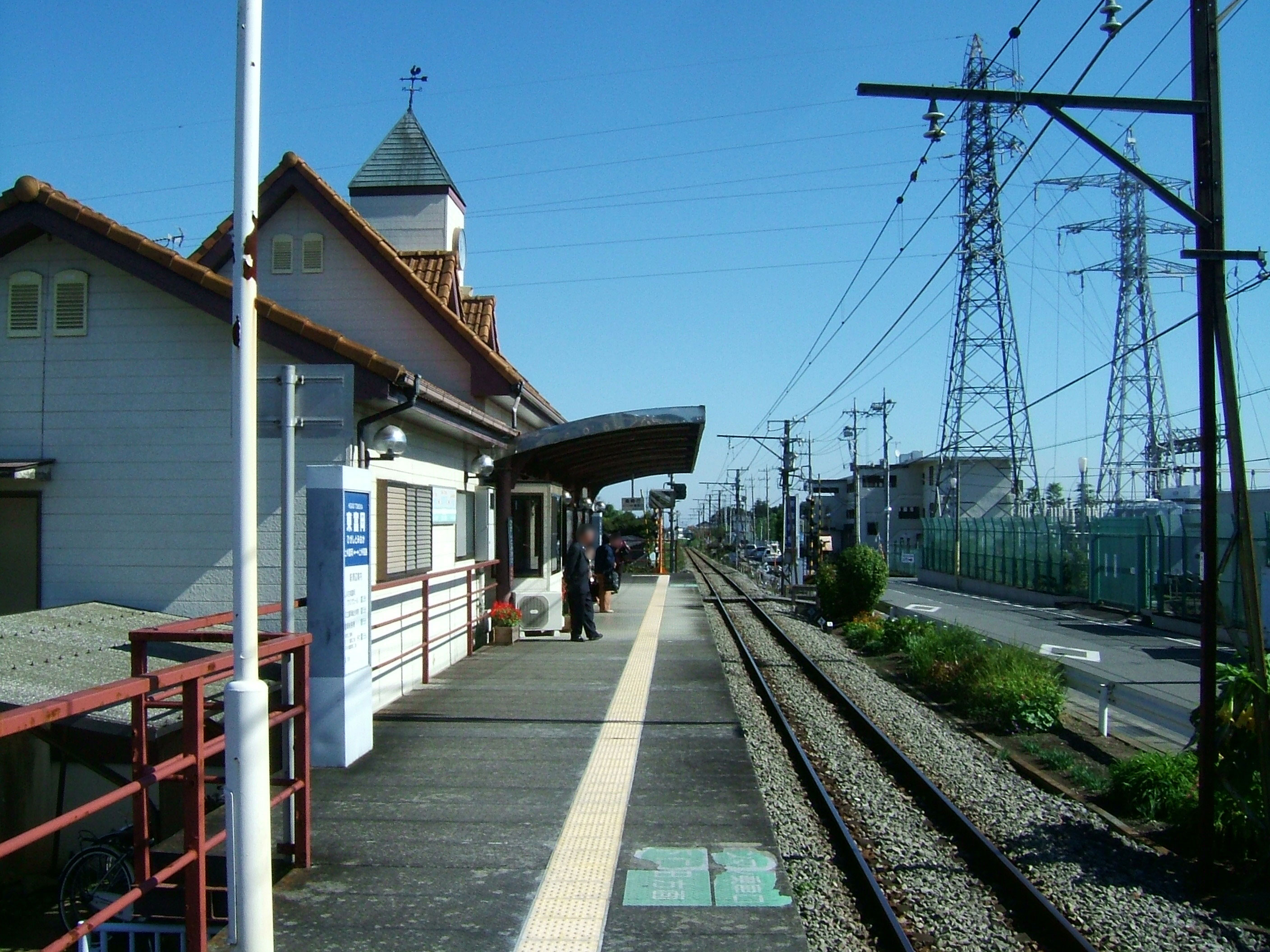
ホーム（2008年10月）

単式ホーム1面1線の地上駅。駅舎は富岡製糸場をモチーフとしており、三角屋根の時計台を有しているほか、一部に赤レンガが使用されている。トイレは水洗式である。

## 利用状況
1日の平均乗車人員は以下のとおりである。
| 年度 | 1日平均人数 |
| ---- | ----------- |
| 2007 | 225         |
| 2008 | 237         |
| 2009 | 232         |
| 2010 | 239         |
| 2011 | 243         |
| 2012 | 258         |
| 2013 | 270         |
| 2014 | 267         |
| 2015 | 254         |
| 2016 | 240         |
| 2017 | 227         |
| 2018 | 192         |
| 2019 | 212         |
| 2020 | 168         |
| 2021 | 183         |
| 2022 | 190         |

## 駅周辺
- 公立富岡総合病院
- 富岡税務署
- 富岡甘楽広域消防本部
- ミツバ富岡工場
- 大平食品工業富岡工場
- 沖電気富岡工場
- 群馬県道46号富岡神流線
- 国道254号

## 路線バス
| 停留所 | 系統               | 行先               | 運行会社     | 備考     |
| ------ | ------------------ | ------------------ | ------------ | -------- |
| 東富岡 | 小野線             | 富岡駅／こまち前   | 上信ハイヤー | 日曜運休 |
| 東富岡 | 額部線（野上回り） | 富岡駅             | 上信ハイヤー | 日曜運休 |
| 東富岡 | 額部線（岡本回り） | 富岡駅             | 上信ハイヤー | 日曜運休 |
| 東富岡 | 黒岩線             | 富岡駅／総合病院   | 上信ハイヤー | 日曜運休 |
| 東富岡 | 丹生線             | 富岡駅／岡部温故館 | 上信ハイヤー | 日曜運休 |

## 隣の駅
上信電鉄
■上信線
上州福島駅 - 東富岡駅 - 上州富岡駅